# Santuario della Madonna di Polsi
Het Santuario della Madonna di Polsi (Heiligdom van Maria van Polsi), ook bekend als het santuario della Madonna della Montagna (Heiligdom van Maria van de berg), is een Italiaanse abdij en Mariaheiligdom.

## Ligging
Het heiligdom ligt in Polsi (Porsi in het lokale dialect) in de gemeente San Luca, in de metropolitane stad Reggio Calabria. Het territorium van de abdij is een door bergen omgeven vallei op 862 meter boven de zeespiegel in het hart van het bergmassief van de Aspromonte. De vallei wordt doorkruist door het riviertje de Bonamico, die verderop ook langs San Luca loopt, alvorens in de Ionische Zee uit te monden. Tegenwoordig is er een verharde weg naar het heiligdom. Voorheen was het alleen te voet bereikbaar. Rond het heiligdom trekken nog enkele traditionele herders met schaapskudden rond.

## Geschiedenis
Een van de legendes rond de Maria van Porsi wil dat in de 11e eeuw een herdersjongen uit Santa Cristina d'Aspromonte op de nabijgelegen Monte Nardello op zoek was naar een weggelopen stier. Toen hij het dier gevonden had, zag hij dat het een ijzeren kruis had opgegraven. Vervolgens verscheen de Heilige Maagd met het Kind die sprak: "Ik wil dat er een kerk wordt opgericht om mijn genade te verspreiden over alle toegewijden die hier zullen komen om mij te bezoeken." Zeker is dat het heiligdom is gesticht door Rogier II van Sicilië in 1144. Tegenwoordig is er nog steeds een tufstenen beeld van Maria met Kind in het heiligdom aanwezig. Ook is er het Santa Croce (heilige kruis) en de Doodskist van de Prins van Roccella. Onder prior Enrico Macrì werd de kerk aan het einde van de 19e eeuw gerestaureerd en verfraaid. Van het voorjaar tot in oktober trekken pelgrims vanuit heel Calabrië naar Polsi, waarbij met name door vrouwen veel tarantella wordt gedanst. Op 2 september is het jaarlijkse feest van de Madonna di Polsi en iedere 25 jaar wordt de kroning van de heilige Madonna gevierd. De laatste keer was dit op 2 september 2006.
Tot 8 april 1920 was Polsi een territoriale abdij. Op die datum namelijk werd de abdij bij het bisdom Locri-Gerace gevoegd. De bisschoppen van Locri-Gerace dragen tevens de titel "abati commendatari (aanbevelenswaardig abt) van Polsi".

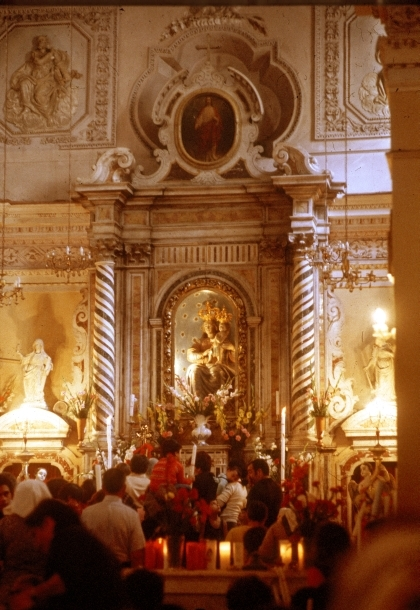
De Madonna van Polsi
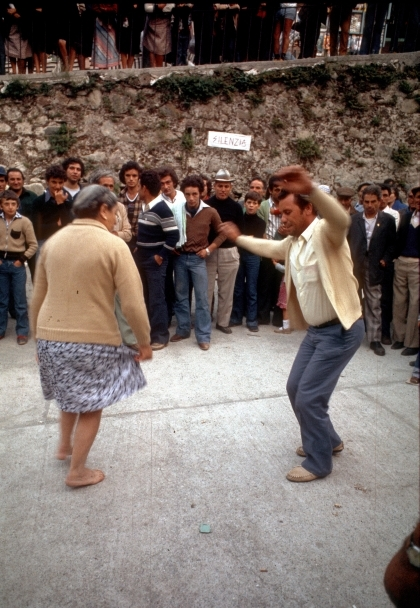
Dansende pelgrims (1973)
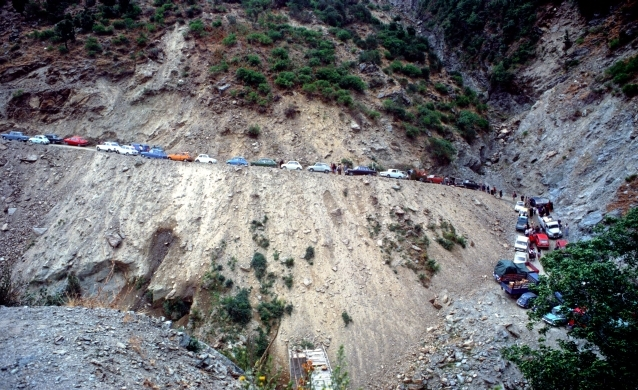
Toegangsweg

## 'ndrangheta
Het heiligdom is van groot belang binnen de misdaadorganisatie 'ndrangheta. Ieder jaar tijdens het feest van de Madonna verzamelen alle leiders van over de hele wereld zich in Polsi. Tijdens deze bijeenkomst worden belangrijke beslissingen binnen de organisatie genomen, waaronder de verkiezing van de nieuwe "capo dei capi". Aangenomen wordt dat de beslissing om de regionale politicus Francesco Fortugno te vermoorden, hier is genomen.
Giuseppe Fiorini Morosini, bisschop van Locri-Gerace, veroordeelde op het feest van Onze-Lieve-Vrouw van Polsi in 2010 de activiteiten van de 'ndrangheta en onderstreepte dat deze illegale activiteiten niets te maken hebben met het christelijk geloof.